# Mérédith Le Dez
Mérédith Le Dez, née en 1973, est une écrivaine et poétesse française.

## Biographie
Résidant à Saint-Brieuc, Mérédith Le Dez alterne poésie et prose. Outre des contributions en revue, elle a publié depuis 2008 une dizaine d'ouvrages, parmi lesquels deux recueils primés : Journal d’une guerre (Folle Avoine, 2013), Prix Yvan-Goll 2015, et Cavalier seul (Mazette, 2016), Prix Vénus-Khoury-Ghata 2017,.
Elle obtient en 2018 le prix du roman de la Ville de Carhaix pour son second roman, Le Cœur mendiant (La Part Commune, 2018).

## Œuvres
- Les Eaux noires, éditions Folle Avoine, 2008.
- Polska, récit, éditions Folle Avoine, 2010.
- Journal d’une guerre, poésie, éditions Folle Avoine, 2013 (Prix international de poésie francophone Yvan-Goll 2015)[1].
- Baltique, roman fantôme, roman, éditions Le bruit des autres, 2015.
- Quatre chevaux de hasard, poésie, éditions Folle Avoine, 2015 (Bourse de création du CNL 2012).
- Chanson de l’air tremblant, poème caraïbe, avec des gravures de Chantal Gouesbet, éditions La Lune bleue, 2016.
- Cavalier seul, poésie, avec des encres de Floriane Fagot, éditions Mazette, décembre 2016, prix Vénus-Khoury-Ghata 2017[2] .
- Paupières closes, avec les peintures d'Emmanuelle Boblet, éditions Mazette, avril 2017.
- Passage du feu sur la paroi, livre pauvre avec Chantal Giraud, Daniel Leuwers, juillet 2017.
- Un désir d’arbre, livre pauvre avec Chantal Gouesbet, L3V, 2018.
- Le Cœur mendiant, roman, éditions La Part commune, février 2018, Prix du Roman de la Ville de Carhaix 2018 [4].
- La Nuit augmentée, poésie, éditions Mazette, février 2019.
- Un libraire, récit, éditions Philippe Rey, 2021.
- Alouette, poésie, éditions Le Manteau & la Lyre – Obsidiane, 2023, Bourse Gina Chenouard de création de poésie de la SGDL 2022[5].
- Musique française, roman, éditions La Part commune, 2023.
- L’Invention des miroirs, roman, Éditions des Femmes, 2025.